# Christian Happi

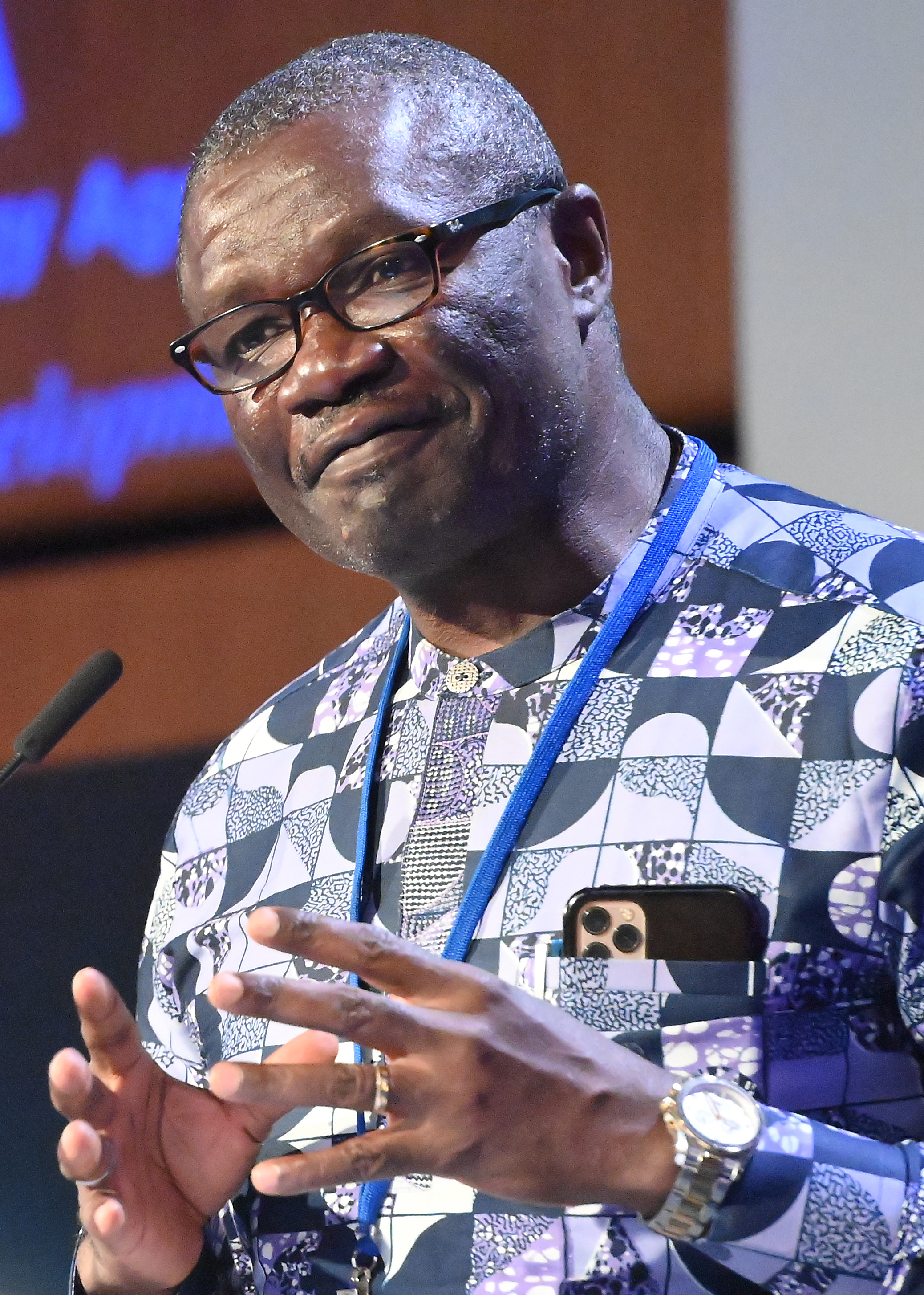
Christian Happi

Christian Tientcha Happi (geb. 1968 in Sangmélima) ist ein kamerunischer Wissenschaftler im Bereich der Genomik und Infektionsforschung.

## Leben
Happi wuchs als eines von acht Kindern in einer Familie auf, in der sein Vater als Diplomat und seine Mutter als Gemüsehändlerin tätig waren. Bereits als Kind erlebte er Malaria, was ihn später zur Erforschung dieser Krankheit inspiriert hat. Er studierte Biochemie an der Université de Yaoundé und wechselte für seine Promotion in Molekularbiologie an die Universität von Ibadan in Nigeria.
Nach seiner Promotion im Jahr 2000 zog Happi zunächst in die Vereinigten Staaten, wo er als Postdoktorand an der Harvard University an der genetischen Erforschung von Malaria arbeitete. 2011 kehrte er für den Aufbau eines Genomik-Programm an der Redeemer’s University nach Nigeria zurück. Dort leitet er das African Centre of Excellence for Genomics of Infectious Diseases (ACEGID), das unter anderem durch die Weltbank gefördert wird.
Happi ist verheiratet und Vater dreier Kinder. Er lebt mit seiner Familie in Ibadan in Nigeria.

## Wirken

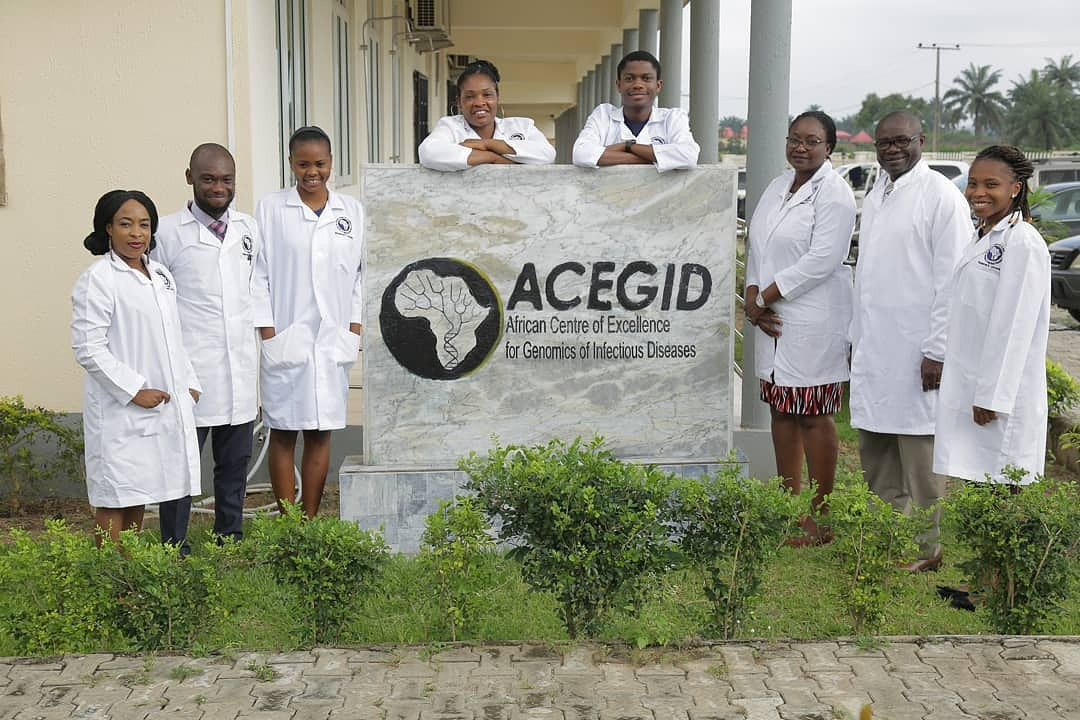
ACEGID-Gruppe um Christian Happi (2020)

Happi ist für seine Vorreiterrolle in der Genomik von Infektionskrankheiten wie Ebola, Lassa-Fieber und COVID-19 bekannt. 2014 bestätigte er den ersten Fall von Ebola in Nigeria und trug maßgeblich zur Eindämmung des Ausbruchs bei. Seine Forschung ermöglichte die Entwicklung eines Schnelltests für Ebola, der die Diagnosezeit auf 15 Minuten verringerte. Während der COVID-19-Pandemie sequenzierte er als Erster in Afrika das SARS-CoV-2-Genom und identifizierte gefährliche Virusvarianten.
Er setzt sich für die Stärkung der wissenschaftliche Autonomie Afrikas ein. Er bildete über 1600 afrikanische Wissenschaftler in Genomik aus und arbeitet am Aufbau eines panafrikanischen Netzwerks von Exzellenzzentren. Zu seinen Schülern gehört auch die Bioinformatikerin Pardis C. Sabeti. Sein Ziel ist die Etablierung der Genomik als Werkzeug für die Entwicklung einer eigenständigen afrikanischen Gesundheitsindustrie.

## Auszeichnungen
Happi wurde mehrfach international ausgezeichnet, darunter 2019 mit dem HUGO African Prize für seine Beiträge zur Genomik und Infektionsforschung. 2023 wurde er in die National Academy of Medicine aufgenommen, eine der höchsten Ehrungen im Bereich der Medizin.